# Крейг-Вуд, Кейт
Кейт Хелен Крейг-Вуд (англ. Kate Craig-Wood; род. в 1977 году, имя при рождении Роберт Харди Крейг-Вуд англ. Robert Hardy Craig-Wood) — британская предпринимательница в области ИТ, соучредитель и управляющий директор компании Memset Dedicated Hosting. Она получила ряд наград, в том числе в 2012 году заняла 4-е место среди 25 самых влиятельных женщин в ИТ в Великобритании. Она известна продвижением женщин в ИТ, энергоэффективности в ИТ и принятием трансгендеров в ИТ.

## Карьера
Крейг-Вуд изучала различные языки программирования и интернет-технологии, а после получения степени магистра в области биомедицинских наук, начала работу в аудиторской компании Arthur Andersen в качестве ИТ-консультанта. Позже она стала руководительницей отдела развития бизнеса в Easyspace Ltd., одной из крупнейших в Великобритании веб-хостинговых компаний.
В 2002 году Крейг-Вуд покинула Easyspace и основал Memset со своим братом Ником. Memset является первым британским нейтральным интернет-провайдером. Memset признавалась лучшим британским веб-хостингом шесть лет подряд (2006–2011) и получила ряд других наград за инновации, экологическую осведомленность и ИТ-стратегию.
Крейг-Вуд является сторонницей энергосберегающих вычислений технологий и в 2008 году стала британской финалисткой премии BlackBerry Women and Technology за «лучшее использование технологий женщиной в малом и среднем бизнесе». Она является директором Intellect UK, британской высокотехнологичной торговой ассоциацией, и возглавляет ее группу по изменению климата. Она также участвует в деятельности Британского компьютерного общества по «зеленым» ИТ и является членом Data Centre Specialist Group.

## Личная жизнь
Крейг-Вуд родилась в 1977 году и получила имя Роберт Харди Крейг-Вуд. Крейг-Вуд окончила гимназию Ройал Граммар Скул и училась в Саутгемптонском университете, получив степень магистра в биомедицинских науках.
Крейг-Вуд женилась в 2000 году и развелась в 2006 году. Развод был результатом того, что в период с октября 2005 года по ноябрь 2006 года она совершила переход.
В марте 2008 года она сделала каминг-аут в интервью журналу Sunday Times «в надежде, что она станет примером  для молодых женщин, которого у нее никогда не было, а также чтобы попытаться развеять некоторые мифы о трансгендерных людях».
Она является членом исполнительного комитета и попечителем Общества исследований гендерной идентичности и образования и работает с группой, уделяя особое внимание улучшению медицинского обслуживания молодых трансгендеров в Великобритании<.